# Малко Враново
Мàлко Врàново е село в Северна България. То се намира в община Сливо поле, област Русе.

## География
Селото се намира в североизточната част на Дунавската равнина, близо до река Дунав.